# Stacja transformatorowa

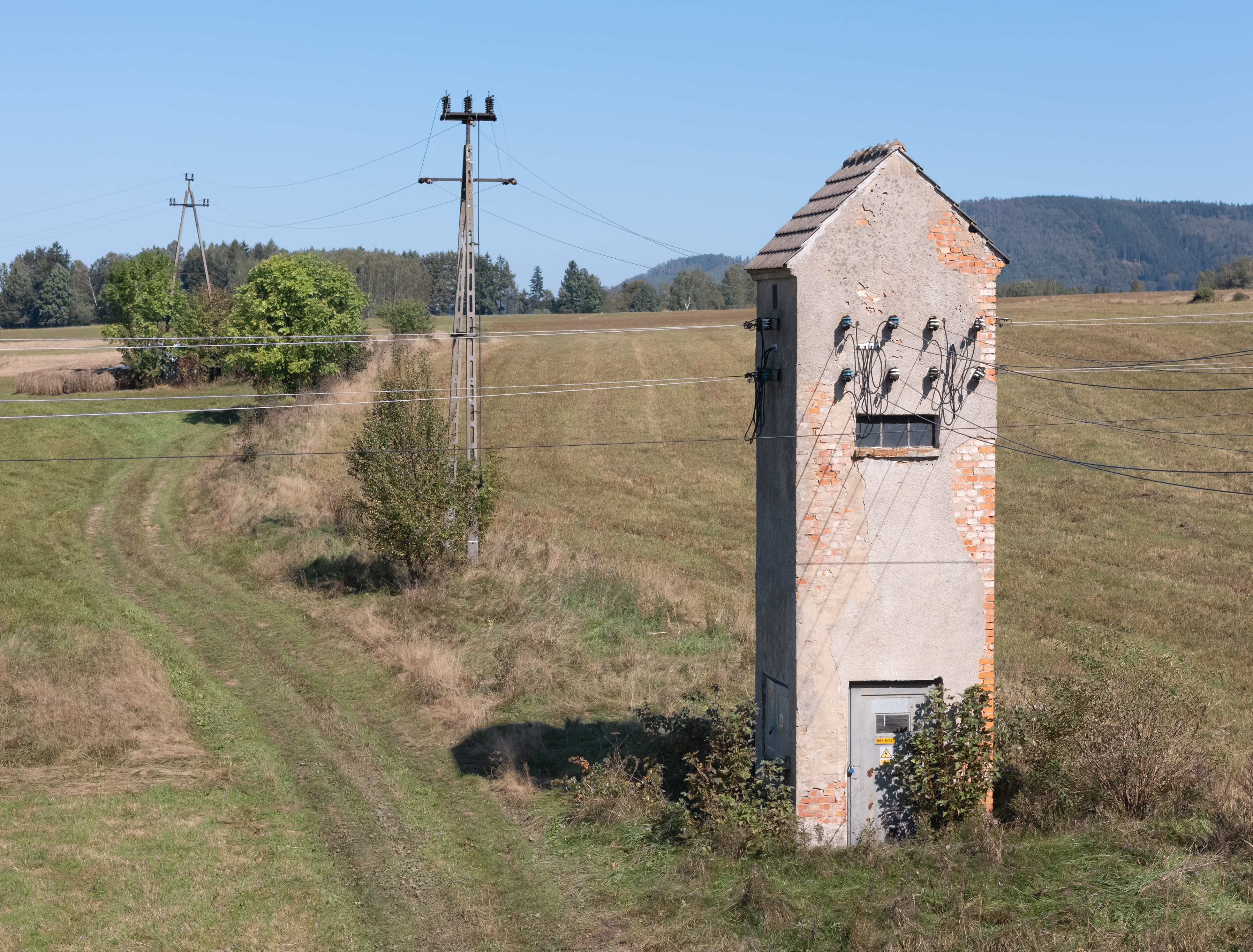
Stacja transformatorowa wieżowa w Boboszowie

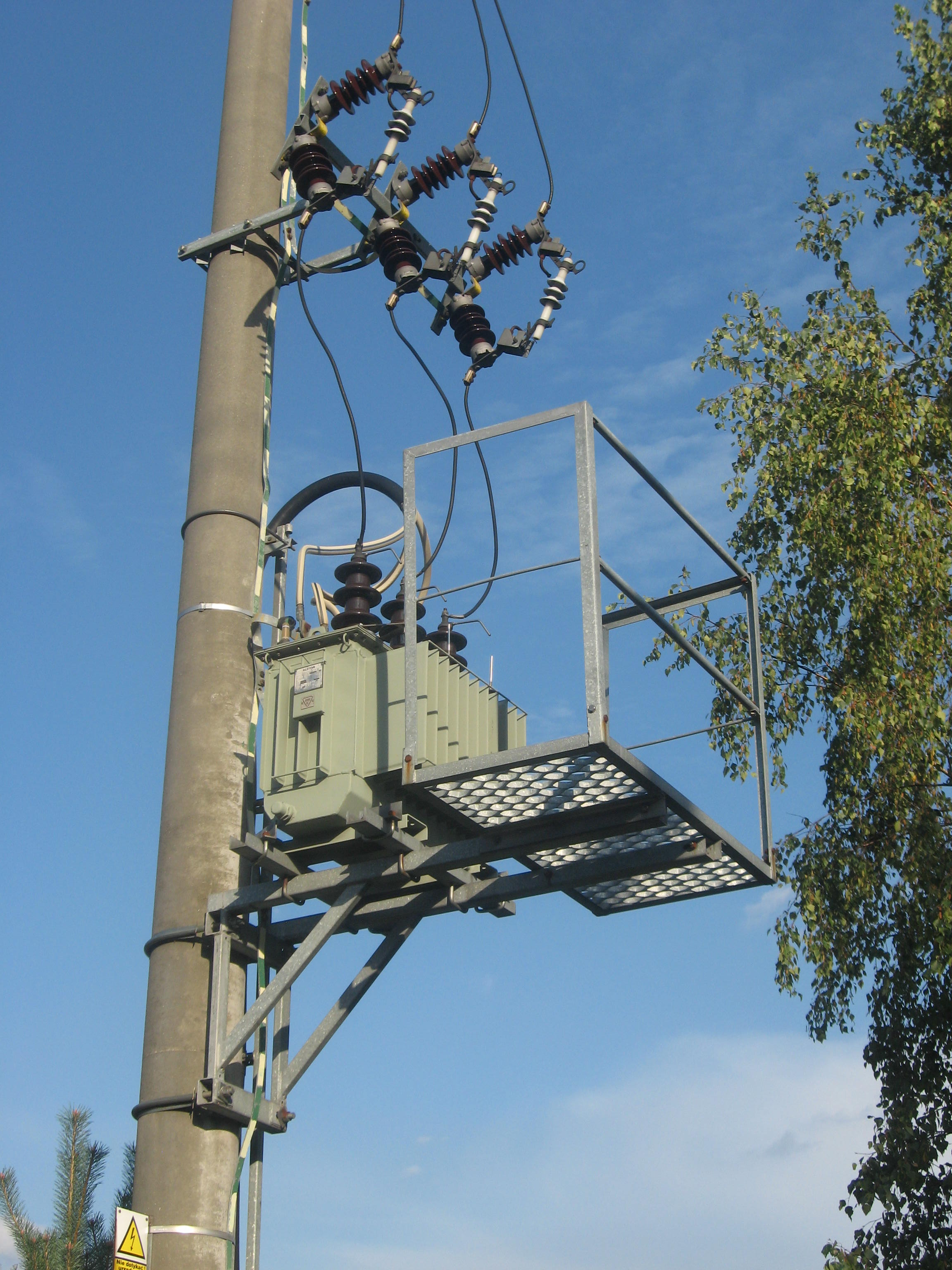
Stacja transformatorowa słupowa 15 kV/400 V we wsi Marianów koło Leszna

Stacja transformatorowa (stacja trafo, trafostacja) – stacja elektroenergetyczna, w której następuje zmiana parametrów prądu elektrycznego przy różnych poziomach napięć. Są wyposażone w transformatory obniżające napięcie, podwyższające napięcie oraz stabilizujące napięcie elektryczne. Nie następuje tutaj przemiana na prąd stały.
W skład stacji transformatorowych wchodzą:
- transformator,
- rozdzielnia średniego napięcia,
- rozdzielnia niskiego napięcia.

Najczęściej spotykane stacje transformatorowe służą do transformacji średniego napięcia (np. 20 kV, 15 kV) na niskie (400 V), stąd oznaczenie SN/nn. Są one zazwyczaj budowane jako ostatni element na drodze dostaw energii elektrycznej z elektrowni do klienta.
Stacja transformatorowa zasilana może być z linii napowietrznej lub linii kablowej.
Stacje elektroenergetyczne nazywane są czasem stacjami transformatorowymi.

## Podział stacji transformatorowych
Stacje transformatorowe, z uwagi na miejsce i sposób umieszczenia, można podzielić na:
- słupowe (napowietrzne),
- wnętrzowe,
- kontenerowe, małogabarytowe (miejskie, wolnostojące),
- mobilne (przewoźne).

### Słupowe
Umiejscowione na słupach, najczęściej betonowych, na specjalnych podestach. Stacje te zazwyczaj są prefabrykowane, czyli istnieje z reguły wiele stacji jednego typu. Dodatkowym elementem takich stacji są ograniczniki przepięć umieszczane pomiędzy linią wchodzącą a transformatorem stacji. W starszych typach stacji dodatkowo znajdowały się bezpieczniki i odłączniki.

### Wnętrzowe
Lokalizowane są zazwyczaj we wnętrzach budynków, zarówno mieszkalnych, jak i usługowych czy przemysłowych i różnią się od siebie w zależności od pomieszczenia, w jakim się znajdują. Z uwagi na wymiary pomieszczenia takie elementy jak transformator, rozdzielnia średniego napięcia, rozdzielnia niskiego napięcia i oszynowanie rozdzielni mogą być różnie usytuowane wobec siebie.
W Polsce stacje transformatorowe mogą być sytuowane w budynkach jeżeli odległość pionowa i pozioma do pomieszczeń przeznaczonych na stały pobyt ludzki wynosi powyżej 2,8 m. Ponadto ściany i stropy muszą stanowić oddzielenie przeciwpożarowe oraz mają zapewniać ochronę przed przedostawaniem się cieczy i gazów.

### Kontenerowe

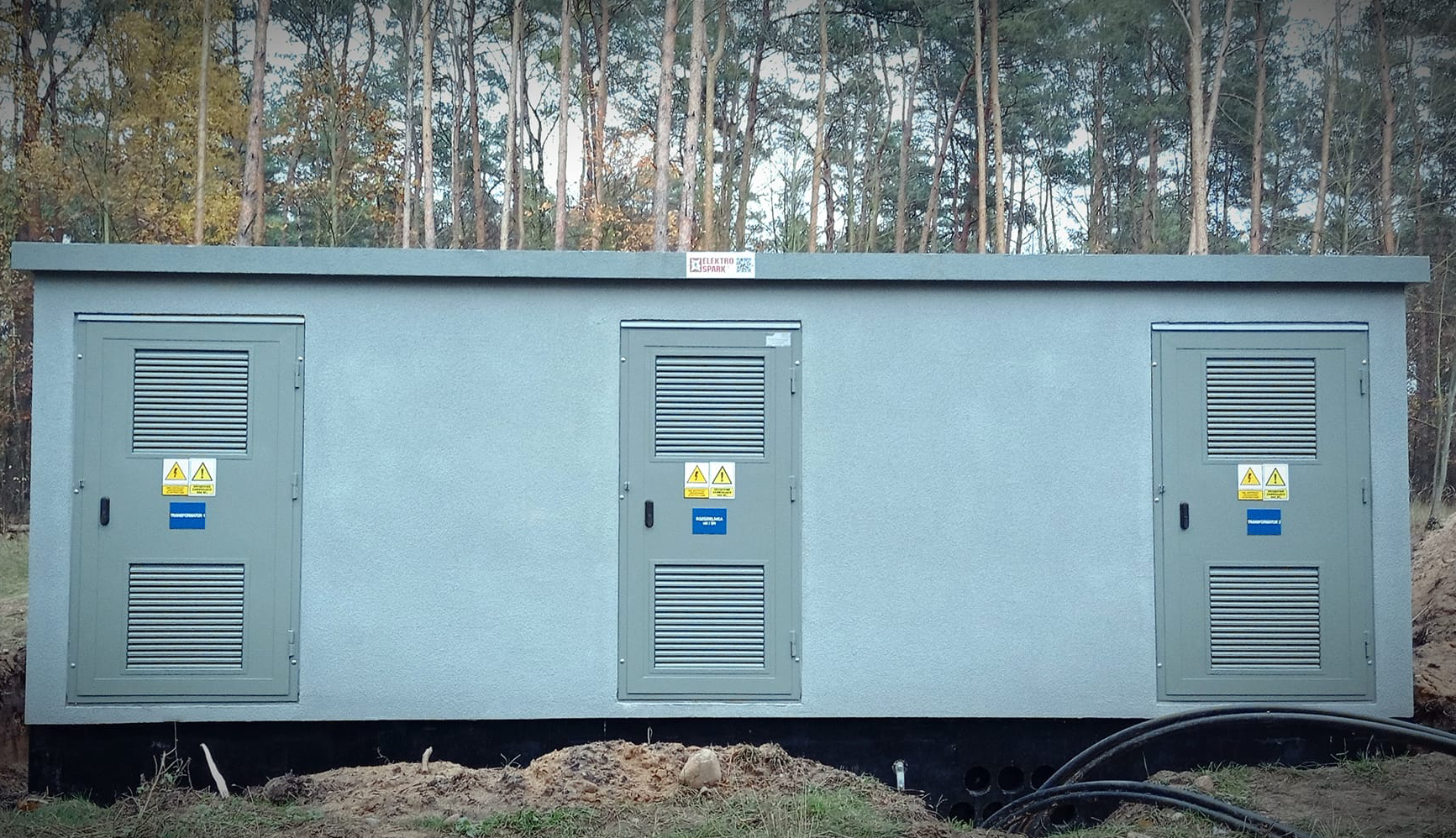
Kontenerowa stacja transformatorowa

Stacje kontenerowe wykonywane są w formie gotowego kontenera wyposażonego w urządzenia elektryczne (transformatory, rozdzielnice SN, rozdzielnice nN, instalacje wewnętrzne itp.). Stacje takie występują w różnych gabarytach i rodzajach obudowy oraz z różnym wyposażeniem zastosowanym wewnątrz. Mogą to być stacje w obudowie betonowej, stalowej lub aluminiowej. Ze względu na rodzaj obsługi dzielą się na stacje z obsługą zewnętrzną (dostęp do urządzeń z zewnątrz - po otwarciu drzwi) i na stacje z obsługą wewnętrzną, posiadające wewnętrzny korytarz obsługi.

### Mobilne
Stacje kontenerowe przemieszczalne - zazwyczaj na płozach (wymagają wtedy do przewiezienia dźwigu i odpowiedniego środka transportu), ale są też wersje typowo mobilne - czyli na kołach, które można podczepić do samochodu z hakiem. Stacje tego typu stosowane są zarówno w energetyce zawodowej, jak też w budownictwie i górnictwie. Stosowane np. przy awarii stacji stacjonarnej (szybkie zorganizowanie zasilania), do zasilania odbiorników przemieszczalnych (np. przy budowie dróg, autostrad itp.) oraz tymczasowego zasilania na placach budowy.